# Adriaan Kraaijenhagen
Adriaan Kraaijenhagen (Amsterdam, 2 augustus 1905 – Zwolle, 3 februari 1966) was een buitengewoon hoogleraar stedenbouwkunde van 1958 tot 1966.

## Biografie
Kraaijenhagen studeerde bouwkunde aan de TH Delft en studeerde in 1930 af als bouwkundig ingenieur.
In 1937 werd Kraaijenhagen door de provincie Gelderland aangesteld als stedebouwkundig adviseur voor het streekplan Nijmegen. Gedurende vele jaren was hij architect van het Gelders Genootschap tot bevordering en instandhouding van de schoonheid van stad en land te Arnhem. Daarnaast voerde hij een particulier stedenbouwkundig bureau. Hij ontwierp uitbreidingsplannen voor een twintigtal gemeenten in Gelderland en enkele in Utrecht.
Kraaijenhagen was in 1940 en 1941 de architect van de wederopbouwplannen voor Wageningen (in samenwerking met J.T.P. Bijhouwer). Van 1947 tot zijn overlijden was hij directeur van de provinciale planologische dienst Overijssel.
In Wageningen is de Prof. Kraaijenhagenstraat naar hem vernoemd.
- International Standard Name Identifier: 0000 0003 9475 354X
- Nederlandse Thesaurus van Auteursnamen: 067475000
- Virtual International Authority File: 289323473
- WorldCat: E39PCjCKvH69X6b8gd7brgvF4y